# Maro Joković
Maro Joković, hrvaški vaterpolist, * 1. oktober 1987, Dubrovnik, SFRJ.
Je levičar in igra na položaju desnega krila. Tekmoval je na olimpijskih igrah 2008, 2012 in 2016, leta 2012 pa je osvojil zlato medaljo in srebrno leta 2016. Svetovni naslov je imel leta 2007, evropski naslov pa leta 2010.
Joković je začel igrati vaterpolo v lokalnem klubu blizu Dubrovnika, ko je imel 7 let. Pri 14 letih se je pridružil klubu VK Jug Dubrovnik. Trenutno študira ekonomijo na Univerzi v Dubrovniku. Poročen je z Marijo Joković in ima tri hčere. Leta 2013 je delal kot model za modno oblikovalko Ivano Barač.  
Na klubski ravni Joković igra za hrvaški mogočni Jug Dubrovnik.